# Sáfár Anikó
Sáfár Anikó (Budapest, 1948. szeptember 3. –) magyar színésznő.

## Életpálya
Sáfár István és Bangó Anna harmadik gyermekeként született.
1965-66. Pasaréti filmstúdió- filmszínészképzés. Osztályfőnök Fehér Imre. 1966-tól a Filmgyár kivette a gimnázium második osztályából, magántanuló lett, és taníttatta a Színművészeti Főiskolán: Fischer Sándor beszédtanár beszédre, Kőszegi tanár úr mozgásra, Sőtér Magda énekre. Azonkívül a Filmgyár zongorára is beíratta. 
1967–1969 között Nemzeti Színház stúdiósa, osztályfőnök Bodnár Sándor, és munkakönyves segédszínész a Nemzeti Színházban. 1969- től tanult a Színház- és Filmművészeti Főiskolán, osztályfőnök Kazimir Károly, 1973 – ban végzett. 1973-1978-g a Thália Színház tagja. 1978–1986 között Mafilm társulati tag. 1986–1987 között a kecskeméti Katona József Színházhoz szerződött. 1987–1990 között a Magyar Szinkron és Videó Vállalat szinkron társulatának tagja volt, vendégként játszott a Radnóti Színpadon, a Várszínházban, a fehérvári Vörösmarty Színházban, a Pesti Vigadóban, a Játékszínben.
1982-ben alapító tagja az első magánszínháznak, a Magyar Színkörnek, a kőszegi Várszínháznak, a Jurta Színháznak, a Hököm Színpadnak. Játszott a Karinthy Színházban.1993-tól a Vidám Színpad vendég színésze, 2000-től a Vidám Színpad tagja. 2002- től a Fogi Színház, később Pesti Művész Színház tagja. Temperamentumos, érdekes egyénisége színpadon és filmen is jól érvényesül.

## Magánélete
17 évesen 1966-ban korengedménnyel kötötte első házasságát. Első férje a Színház- és Filmművészeti Főiskolán filmrendezőnek tanult, de tanulmányait abbahagyta. Kapcsolatuk 1975-ben válással végződött. Másodszorra 1978-ban ment férjhez, majd megszületett a lánya, Viktória, aki két kislány unokával ajándékozta meg. 1985-ben a második házasságát is felbontotta. 1988-ban házasodott össze Berecz Jánossal, aki a harmadik férje lett.

## Színházi szerepeiből
- Jean-Paul Sartre: Altona foglyai... Johanna
- Kazimir Károly – Jánosy István: Ramajana... Surpanakha
- Kazimir Károly – Kristóf Károly: Bartókiána... Bartók első felesége
- Illyés Gyula: Bál a pusztán... Katica
- Takeda Izumo – Miyosi Sóraku – Namiki Szenrjú: Csúsingura... Tadajosi herceg
- Nyikolaj Fjodorovics Pogogyin: Arisztokraták... Margarit Ivanovna
- Carlo Goldoni: A chioggiai csetepaté... Orsetta
- Petőfi Sándor: Tigris és hiéna... Krónikás
- Graham Greene: Csendes amerikai... Helen
- Franz Theodor Csokor: Isten veled Monarchia... Christina nővér
- Németh László: Gandhi... Szusila
- Denis Diderot: Fecsegő ékszerek... Sophie
- Kazimir Károly – Ortutay Gyula: Ezeregyéjszaka... Seherezádé
- Galsai Pongrác: Egy hipochonder emlékiratai... Jutka
- László-Bencsik Sándor: Történelem alulnézetben... Kriszta
- Komlós János – Marton Frigyes: Thália kabaré... szereplő
- Rákos Sándor – Kazimir Károly: Agyagtáblák üzenete - Gilgames... Kaszbuya; Istár papnője
- Ödön von Horváth: Don Juan visszatér... Utcalány
- Lázár Ervin: Hétfejű tündér... Ló Szerafin
- André Malraux: A remény... Carmen
- Kazimir Károly: Petruska... Hercegkisasszony
- Katona József: Bánk bán... Bendeleiben Izidóra
- Mesterházi Lajos: A Prométheusz rejtély... Admété
- H. Barta Lajos: Nemzetközi gyors... Az újságíró felesége
- Voltaire: Candide...
- John Steinbeck: Egerek és emberek... Curleyné
- Krúdy Gyula: K-R-Ú-D-Y, avagy békeidők szép emléke... Piroska és Szőke asszony
- Kocsis István: Nem zárjuk kulcsra az ajtót... Anna
- Hernádi Gyula: Drakula... Drakula E.
- Páskándi Géza: Az ígéret ostroma, avagy félhold és telihold... Szeréna
- Páskándi Géza: Isten csalétkei – II. Rákóczi Ferenc... Sarolta
- Tolcsvay László – Fazekas Mihály – Bródy János: Lúdas Matyi... Ilus
- Szophoklész: Antigoné... Iszméné
- Nemeskürty István: Hantjával ez takar... Kiss Jánosné
- Szakonyi Károly: Kardok, kalodák... Beleznay Krisztina; Bercsényiné Csáky Krisztina
- Ken Kesey: Kakukkfészek... Sandra
- Ránki György: Villa Negra... Mara
- Háy Gyula: Attila éjszakái... Gudruna
- Lev Nyikolajevics Tolsztoj: Háború és béke... A mesélő
- William Shakespeare: A velencei kalmár... Portia
- Marc Camoletti: Anna csak egy van! (Szex a lelke mindennek)... Catherine
- Marcel Achard: A bolond lány... Marie Dominique Beaurevers
- Csurka István: Szájhős... Tilda
- Agustín Moreto: Donna Diana... Donna Cinthia
- Jaroslav Hašek: Svejk... Katy
- Ray Cooney: Család ellen nincs orvosság... Jane Taylor
- Bencsik Imre: Kölcsönlakás... Csatainé
- William Mastrosimone: Az erőszak határai... Patricia
- Harsányi Gábor: Mindhalálig szex... Babi
- Harsányi Gábor: www.család az Interneten.hu hu... Hédi; Feleség
- Barabás Pál – Fényes Szabolcs – Békeffi István: Egy szoknya, egy nadrág... Kamilla
- Noël Coward: Ne nevess korán... Liz Essendine
- Jean Poiret: Kellemes húsvéti ünnepeket... Madame Walter
- Eisemann Mihály – Halász Imre – Békeffi István: Egy csók és más semmi... Robicsekné
- Maurice Hennequin – Pierre Veber – Nádas Gábor: Elvámolt nászéjszaka... Mariette
- Vaszary Gábor: Ki a hunyó? avagy Bubus... Olga
- Dallos Szilvia: Utószinkron... Margó
- Ray Cooney: Apa csak  egy van... Barbara Smith
- Marc Camoletti – Hamvai Kornél: Leszállás Párizsban... Jaqueline
- Marc Camoletti: Hatan pizsamában... Brigitte
- Jerry Herman – Harvey Fierstein – Jean Poiret: Az őrült nők ketrece... Marie
- Andrew Bergman: Társasjáték New Yorkban... Sophie
- Michael Parker: A szerelmes nagykövet... Lois  Douglas
- Bencsik Imre - Straub Dezső: Nejcserés támadás... Hilda; Buznyákné házvezetőnő; Rendőr
- Claude Magnier – Nádas Gábor – Szenes Iván: Mona Marie mosolya... Carlierné
- Renee Taylor – Joseph Bologna – Ungvári Tamás: Bermuda háromszög botrány... Fannie
- Marc Camoletti: Félrelépni szabad/ Anna csak egy van/... Anna házvezetőnő
- Harsányi Gábor: Miss Arizona /Szerelmes komédiások/... Bánhegyi Laura Hortenzia
- Zágon István – Nóti Károly – Eisemann Mihály: Hippolyt, a lakáj... Schneiderné
- Vajda Katalin: Anconai szerelmesek... Agnese
- Ray Cooney: Délután a legjobb /A miniszter félrelép/... Lilly Chatterton
- Ken Ludwig – Hamvai Kornél: Botrány az operában:... Julia Leverett
- Georges Feydeau: A balek (A hülyéje)... Mme Pickard
- Szirmai Albert – Bakonyi Károly – Gábor Andor: Mágnás Miska... Korláthyné Stefánia grógné
- Kálmán Imre: Cirkuszhercegnő... Slukkné-Karolin
- Kálmán Imre: Csárdáskirálynő... Cecilia hercegné
- Zerkovitz Béla – Szilágyi László: Csókos asszony... Hunyadiné
- Giulio Scarnacci – Renzo Tarabusi – Mészöly Dezső: Kaviár és lencse... Helena Victoris báróné
- Lehár Ferenc – Pozsgai Zsolt: Luxemburg grófja... Colette/ Fleury
- Huszka Jenő – Martos Ferenc: Lili bárónő... Ottilia grófnő, Emma grófnő
- Marc Camoletti: Leszállás Párizsban... Jacquline

## Filmjei

### Játékfilmek
| - Harlekin és szerelmese (1966) .... Harlekin - Transzfer (1966) - Apa (1966) - A mesterember (1968) - Doktor kisasszony (1968) - 141 perc a befejezetlen mondatból (1975) .... Désirée, Lőrinc húga - Magánbűnök, közerkölcsök (1976) - K. O. (1978) .... Ida, Jóska felesége - Nem élhetek muzsikaszó nélkül (1978) - Magyar rapszódia (1979) - Allegro Barbaro (1979) - Az áldozat (1980) - A zsarnok szíve, avagy Boccaccio Magyarországon (1981) - Ollé, Henry (1983) - Viadukt (1983) - Redl ezredes I-II. (1984) - Uramisten (1984) - Csere Rudi (1988) - Hanussen (1988) - A néma (1989) - Az ellenőr (1990) - Az utolsó nyáron (1991) - Felhő a Gangesz felett (2001) - Felhőfejes (1972) - Pirx kalandjai (1973) - A palacsintás király 1-2. (1973) - Tigrisugrás (1974) - Gilgames (1975) - Az Elnökasszony 1-2. (1976) - Mesék az Ezeregyéjszakáról (1976) - A Téli Palota fantomja (1977) - A nagy összeesküvés (1977) - A nagy képmás (1977) | - Münchhausen Fantáziaországban (1977) - Feltételes vallomás (1978) - Kalaf és Turandot története (1978) - Dániel (1978) - A világ közepe (1979) - Ollantay, az Andok vezére (1979) - Szávitri, az asszonyi hűség dicsérete (1979) - Isztambuli vonat 1-6. (1980) - Jegor Bulicsov és a többiek (1981) - A kávéház (1981) - A világkagyló mítosza (1981) - Kristálybirodalom (1981) - Faustus doktor boldogságos pokoljárása (1982) - A tenger 1-6. (1982) - Liszt Ferenc (1982) - Lapzárta (1982) - Wagner (1983) - Senki sem tér vissza (1983) - Linda (1984–1989) - Fiú bőrönddel (1984) - Postarablók (1984) - Zsarumeló (1987) - Nyolc évszak 1-8. (1987) - Csicsóka és a Moszkítók (1988) - Eszmélet (1989) - Angyalbőrben (1990–1991) - Aranyoskáim (1996) - Az öt zsaru (1998) - Gálvölgyi Show (2000–2010) - Kisváros (2001) - Zsaruvér és Csigavér I.: A királyné nyakéke (2001) - Nyúlék (2002) - Barátok közt (2011) - Jóban Rosszban (2019) |

## Szinkronszerepei
- A bankár: Sharon – Shanna Reed
- A chateauvalloni polgárok (Châteauvallon): Georges Quentin felesége – Nadine Alari
- A kölyök: Alice – Lenore Kasdorf
- A kukorica gyermekei 2. – A végső áldozat: Angela Casual – Rosalind Allen
- Acapulco szépe: Carmen Salinas – Carmen Salinas
- Bérgyilkos: Sivi – Kim Lonsdale
- Celeste: Laura Corran – Andrea Bonelli
- Charlie angyalai: Jill Munroe – Farrah Fawcett
- Fekete gyöngy: Miss Helen Márquez-Montifiori – Regina Lamm
- Gnómeó és Júlia: Dolly Gnome – Dolly Parton
- Hétalvó: Dr. Melik – Mary Gregory
- Nagybátyám Benjámin: Manette – Claude Jade
- Organikus narancs: Margaret ’Supes’ Wall – Louise Hall
- Szeretni bolondulásig: Adelaida Zambrano – Norma Lazareno
- Titkok és szerelmek: Bárbara Rivera – Maty Huitrón
- Tuti dolog: A tuti dolog – Nicollette Sheridan
- Vezeklés: Ketevan Barateli – Zeinab Bocvadze
- A nap vége: Berit Alman, színésznő – Gunnel Broström
- Furcsa pár: Gwendolyn – Carole Shelley (3. szinkron)
- A klinika: A klinika – Húsz év múlva: Karin Meis „Meisecske” kisasszony – Karin Eckhold
- Ég és föld között: Lady Sarah Carlton – Shirley DeBurgh
- Belfagor a pokolból: Maddalena de’ Medici – Claudine Auger (1. szinkron, 1987)
- Az éhség (The Hunger, 1983): – Miriam – Catherine Deneuve
- A vadember (Le sauvage, 1975): Nelly – Catherine Deneuve